# Limnephilus frijole
Limnephilus frijole là một loài Trichoptera trong họ Limnephilidae. Chúng phân bố ở miền Tân bắc.